# LG G4
El LG G4 es un teléfono inteligente de gama alta desarrollado por LG Electronics, siendo el sucesor del LG G3 y basado en Android (Android 5.0), puede ser actualizado a Android 6.0. Se lanzó en Corea del Sur el 29 de abril de 2015 y posteriormente en el resto del mundo el 1 de junio de 2015.

## Características
Es una evolución del LG G3, con revisiones a su diseño general, pantalla y cámara. Así mismo, se efectuaron sendos cambios a la banda de operación, pudiéndose no sólo ser usado en redes que tengan el protocolo de red 3G, sino que es la entrada a la del protocolo de red 4G (en su modo 4G LTE), diferenciándose las variantes por la cantidad de núcleos de su procesador.

## Versiones
Hay dos modelos diferenciados tanto por la red en la que se pueden usar en cada uno de los modelos disponibles, como por su pantalla y ciertas prestaciones. Dentro de los mismos modelos hay una versión de pantalla más compacta pero con las mismas características de los de pantalla grande, la que es comerciada junto al de pantalla de 5,5", la versión es llamada "LG G4 Beat", y también se diferencia por no tener lápiz óptico.
Las versiones de LG G4 Beat/Stylus usan un procesador Snapdragon 410, de 4 núcleos a 1,2 GHz, LG G4 usa el procesador Snapdragon 808, de 6 núcleos a 1,8 GHz. Ambas terminales tienen disponible la conexión NFC (Near Field Communication), que le permite ser usado incluso como billetera digital.

## Fallo
En ciertos lotes de este modelo se presenta un fenómeno conocido como "bootloop", en el cual el móvil no pasa del logo de inicio después de ser reiniciado. Éste fenómeno es una falla catastrófica, la cual recientemente ha sido puesta en conocimiento, y desde el 1 de enero de 2016 LG confirmó que los dispositivos que tengan dicho error serían reparados bajo el amparo de la garantía sin tener que pagarse extra por ese defecto. LG incluyó para dichos dispositivos una garantía más amplia (de 15 meses) en las unidades del LG G4 vendidas en los Estados Unidos únicamente. Sin embargo, en ciertas naciones dicha garantía puede no aplicar, exceptuándose los países de centro y Suramérica, amparados bajo el mismo modo de garantía pero sin la extensión hecha a las terminales vendidas en Estados Unidos.